# 博史池畠
博史池畠（日语：／ Hiroshi Ikehata，1979年10月24日—），日本男性動畫演出家、動畫導演。出身於東京都。大阪藝術大學藝術學院電影學系畢業。B型血。

## 來歷、人物
博史池畠進入大阪藝術大學藝術學院電影學系後，成為SF研究社的成員。在校期間，他從事獨立製作，並在CG動畫比賽中獲得外傳大獎。此後，他也兼任圈部長。
大學畢業後，他進入了動畫產業。2006年，於《無敵看板娘》（第11話）作為演出首次亮相。2013年，於電視系列《鐵金剛少女Z》第一次擔任導演。
根據作品的不同，他有時被記成是他的本名「池畠博史」、（所有日文發音都相同），但自2010年代起，名稱統一為「博史池畠」。

## 參加作品

### 電視動畫
2006年
- 無敵看板娘（演出）
- Project BLUE 地球SOS（日语：Project BLUE 地球SOS）（演出）
- 我愛美樂蒂 ～轉轉旋律魔法牌～（—2007年，演出）
- 天保異聞 妖奇士（演出）

2007年
- 月面兔兵器米娜（演出）
- RED GARDEN（演出）
- 結界師（演出）
- 我愛美樂蒂 輕鬆舒暢♪（—2008年，演出）
- 萌單（演出）
- 天元突破 紅蓮螺巖（演出）
- 王牌投手 振臂高揮（演出）
- 農大菌物語（演出）
- 旋風管家（—2008年，演出）

2008年
- 十字架與吸血鬼（分鏡、演出）
- 二十面相少女（演出）
- 乃木坂春香的秘密（演出）
- 楚楚可憐超能少女組（—2009年，演出）
- SOUL EATER（演出）
- 我愛美樂蒂IV（日语：おねがい♪マイメロディ きららっ★）（—2009年，分鏡）

2009年
- -Saki-（分鏡、演出、ED3分鏡&演出）
- 公主戀人（演出）
- 鋼之鍊金術師 FULLMETAL ALCHEMIST（—2010年，演出、OP4演出）

2010年
- 妄想學生會（分鏡、演出）
- 傳說的勇者的傳說（演出）
- 變身！公主偶像（演出）

2011年
- GOSICK（演出）
- 熱拳本色1 世界大會篇（系列導演、分鏡、演出）
- X戰警（日语：エックスメン (2011年のアニメ)）（演出）
- A頻道（演出）
- 靈媒老師在身邊（日语：ほんとにあった!霊媒先生）（演出）
- Double-j（演出）
- Suite 光之美少女♪（—2012年，分鏡、演出）

2012年
- 輪迴的拉格朗日（演出）
- 羅馬浴場（演出）
- 在那個夏天等待（分鏡）
- 創聖機械天使EVOL（演出）
- Smile 光之美少女！（—2013年，分鏡、演出）
- 咲-Saki- 阿知賀篇 episode of side-A（分鏡、演出、OP演出）
- 加速世界（分鏡、演出、OP2演出、ED2演出）
- 其中1個是妹妹！（分鏡、演出補、OP分鏡&演出）
- DOG DAYS'（演出）
- 美食獵人TORIKO（分鏡）
- CØDE:BREAKER 法外制裁者（演出）

2013年
- 南家三姊妹 我回來了（演出）
- YUYU式（分鏡、演出、OP分鏡&演出）
- 斷裁分離的罪惡之剪（分鏡、演出）
- 絕對防衛利維坦（分鏡、演出）
- DokiDoki！光之美少女（—2014年，分鏡、演出）
- 黃金拼圖（演出、OP分鏡&演出）
- 鐵金剛少女Z（導演、分鏡、演出、OP分鏡&演出）
- KILL la KILL（分鏡、演出）
- 蒼藍鋼鐵戰艦 -ARS NOVA-（演出）

2014年
- 機甲巴打（演出）
- 黑色子彈（副導演、分鏡、演出、OP演出）
- 元氣囝仔（演出協力）
- 天體的秩序（演出）

2015年
- 翻轉☆少女（分鏡、演出）
- 那就是聲優！（導演、分鏡、演出、OP分鏡&演出）
- 魯邦三世 PART IV（演出）
- 請問您今天要來點兔子嗎??（分鏡、演出）

2016年
- 紅殼的潘朵拉（ED分鏡）
- 夢幻之星Online2 The Animation（演出）
- Dimension W ～維度戰記～（演出）
- 魔法護士小麥R（演出）
- 熊巫女（演出）
- ViVid Strike！（OP分鏡&演出）
- 偶像筆記（分鏡、演出）
- 輕拍翻轉小魔女（演出）
- 灼熱的桌球娘（分鏡、演出）

2017年
- AKIBA'S TRIP -THE ANIMATION-（導演、分鏡、演出）
- 咕嚕咕嚕魔法陣 (2017年版)（系列導演、分鏡、演出）
- Princess Principal（演出）

2018年
- 宇宙戰艦提拉米斯（導演、分鏡、演出）
- 星光頻道（—2021年，導演、分鏡、演出）

2020年
- 成群結伴！西頓學園（導演、分鏡）
- 總之就是很可愛（導演）

2022年
- 菜鳥鍊金術師開店營業中（導演）

2023年
- 魔法少女毀滅者（導演[5]、分鏡）
- 總之就是很可愛 (第2期)（導演）
- 黑暗集會（導演[6]、分鏡）

2024年
- 聽說你們要結婚!?（導演[7]、分鏡）
- 軟軟噗尼寵物小精靈 噗尼2（日语：ぷにるんず）（導演[8]、分鏡）
- 魔法光源股份有限公司（分鏡）

2025年
- 金肉人 完美超人始祖篇（分鏡）
- WITCH WATCH 魔女守護者（導演[9]）

### 電影動畫
2011年
- 劇場版 閃電十一人GO：究極之絆 獅鷲獸（演出）

2012年
- 劇場版 神奇寶貝：酋雷姆VS聖劍士 凱路迪歐（演出）
- 劇場版 閃電十一人GO VS 紙箱戰機W（演出）

2018年
- FLCL Progressive（導演[注 1]）

2020年
- 劇場版 BEM ～成為人類～（導演[10]）

2024年
- i☆Ris the Movie -Full Energy!!-（導演）

### OVA
- 聲優初體驗！（2010年，OP分鏡&演出）
- 總之就是很可愛 ～SNS～（2021年，導演）

### 網路動畫
- COPIHAN（日语：こぴはん -沙弥と沙遊の大作戦-）（2011年，分鏡）
- NINJA SLAYER from ANIMATION（2015年，分鏡、演出）
- 鐵金剛少女Z Plus（2015年，導演、分鏡、演出）
- 總之就是很可愛 ～制服～（2022年，導演）
- 總之就是很可愛 女子高中篇（2023年，導演）

### 其它
- 農家女孩！（日语：農業ムスメ!）（2010年，導演、分鏡、演出）
- 東映鐵金剛少女（日语：東映ロボットガールズ）（2011年，分鏡、演出）

## 腳註

## 相關項目
- 日本動畫師列表（日语：アニメ関係者一覧）

## 外部連結
- 博史池畠的X（前Twitter） （日語）